# Les Mensonges de Locke Lamora
Les Mensonges de Locke Lamora (titre original : The Lies of Locke Lamora) est un roman de fantasy et d'aventures écrit par Scott Lynch, publié aux États-Unis en 2006 puis traduit en français et publié aux éditions Bragelonne en 2007. Le roman est le premier tome de la série Les Salauds Gentilshommes. Pour Scott Lynch, c'est un « roman de fantasy criminelle ».

## Univers
Ce premier tome de la série Les Salauds Gentilshommes met en scène des personnages se faisant appeler les « Salauds Gentilshommes ». Ils volent les riches nobles de la ville de Camorr, s'opposant en cela à l'élite et à un pacte tacite de non-agression entre l'élite et les voleurs.
La ville est inspirée de la Venise de la pré-Renaissance mais se situe en un lieu fictif. Le nom de la ville, Camorr, comme le nom du héros, « Lamora », évoquent aussi nettement la Camorra (la mafia napolitaine). La ville est divisée en divers quartiers et connaît un « zonage » quartiers riches / quartiers pauvres. Elle est dirigée par un duc, qui est le chef de la redoutable police ducale, le Guet. Les gardes du Guet sont surnommés les « vestes jaunes » en raison de la couleur de leur habit. La monnaie en usage à Camorr est le solon d'argent.
Il est fait référence à diverses autres villes avec lesquelles Camorr est en concurrence.
Concernant l'historique de la ville, l'auteur est très laconique. On sait seulement que la ville, il y a plusieurs siècles, faisait partie du « Trône thérin », et que cet ensemble politique s'est effondré en raison d'une guerre civile. Les villes du Trône thérin sont devenues des cités-État.

## Trame romanesque
La trame romanesque suit deux récits parallèles :
- une trame narrative principale se situe dans le présent : alors que les Salauds gentilshommes sont en train de mettre en œuvre une escroquerie élaborée et audacieuse visant à s'emparer d'une grande partie de la fortune d'un noble, ils sont amenés à combattre le mystérieux Roi Gris qui souhaite évincer l'actuel chef suprême du monde clandestin criminel de la ville-État ; cette trame narrative est racontée dans des chapitres numérotés ;
- une seconde trame narrative décrit l'histoire antérieure des Salauds Gentilshommes : on y apprend le déroulement et les points saillants de la vie de Locke Lamora et de ses compagnons durant leur enfance et leur adolescence, et l'excellente « éducation criminelle » prodiguée par le Père Chains qui a fait d'eux, une fois adultes, d'excellents criminels ; cette trame narrative est racontée dans des chapitres appelés « Interludes ».

## Personnages

### La bande des «Salauds Gentilshommes»
- Locke Lamora : héros du roman, chef d'une bande de voleurs, surnom : « la Ronce de Camorr ».
- Calo et Galdo Sanza : voleurs, amis de Locke Lamora.
- Jean Tannen : voleur, ami de Locke Lamora.
- Moucheron : âgé de 12 ans, voleur dans la bande de Locke Lamora.
- Père Chains : faux prêtre, faux aveugle, chef des Salauds Gentilshommes durant l'enfance et l'adolescence de Locke Lamora.

### Les victimes
- Lorenzo et Sofia Salvara : nobles naïfs.
- Conté : garde du corps de Lorenzo Salvara et homme de confiance.

### Autres voleurs
- Le Faiseur de Voleurs : chef d'une bande de voleurs, premier « employeur » de Locke Lamora.
- Vencarlo Barsavi : « capa » (chef suprême) des voleurs de la ville-État de Camorr.
- Nazca Barsavi : fille du capa Barsavi.
- Anjais et Pachero Barsavi : fils du capa Barsavi.
- Cheryn et Raiza Berangia : gardes du corps du capa Barsavi.
- Sage : tortionnaire payé par le capa Barsavi.

### Les agents de l'autorité
- Duc Nicovante : il règne officiellement sur Camorr ; il n'intervient pas du tout dans le récit.
- Angiavesta Vorchenza, comtesse douairière d'Ambreverre : chef du service secret du Duc ; elle est appelée « l'Araignée ».
- Stephen Reynart : adjoint de la Comtesse d'Ambreverre.

### Les «méchants»
- Le Roi Gris : tente d'éliminer le Capa Barsavi.
- Le Fauconnier : Mage-esclave de Karthain ; le Roi Gris a loué ses services.
- Vestris : faucon-scorpion du Fauconnier, avec qui il entretient un lien symbiotique.

### Autres personnages
- Don Maranzalla : noble ; il enseigne à Jean Tannen le maniement des armes.
- Jessaline et Janellaine d'Aubart : alchimistes (mère et fille).

### Bandes de voleurs
- Demi-Couronnes, Mains Rouges, Meute du Rhum, Visages Gris, Gars de l'Arsenal, Sauteurs de Canaux, Fraudeurs noirs, Barons de Prendfeu, etc.

## Résumé détaillé de la trame principale

### Prologue:Le garçon qui volait trop
Voir ci-dessous le résumé concernant la trame secondaire. Ce chapitre concerne l'entrée de Locke Lamora dans le monde des Voleurs.

### Livre I:Ambition(chapitres 1 à 3)
Après la mort du père Chains qui l'avait acheté à l'âge de six ans et l'avait formé durant plusieurs années, Locke est devenu le chef de bande des Salauds Gentilshommes, composée de Jean Tannen, un expert en combat, des jumeaux Calo et Galdo Sanza et de Moucheron, un jeune apprenti. Leur associée féminine Sabetha est mentionnée mais n'intervient pas dans le récit. Le mouvement criminel clandestin de Camorr est coordonné d'une main de fer par le capa Barsavi qui recueille, sous forme de « taxes », une commission sur toutes les activités criminelles commises dans la cité. Pour leur part les Salauds Gentilshommes, sous l'autorité de Locke Lamora, sont connus comme étant une petite bande de voleurs et de pickpockets de faible envergure, et leurs taxes, bien qu'elles soient payées régulièrement, sont relativement faibles. Secrètement, les Salauds ont en réalité utilisé des plans élaborés pour escroquer à trois reprises des sommes importantes à des nobles, et ils ont amassé une fortune considérable. Ils achètent des babioles qu'ils remettent à Barsavi en guise de tribut, conformément à leur réputation modeste. Le peu qui se dit de leurs véritables opérations est mis sur le compte de la mystérieuse « Ronce de Camorr ».
Lorsque le roman commence, Locke Lamora et ses amis mettent en œuvre un plan audacieux, visant à voler Lorenzo Salvara et son épouse de la moitié de leur fortune. Le plan mis en œuvre consiste, dans un premier temps, à organiser l'éloignement des policiers dans une diversion réalisée par Moucheron, puis à monter une fausse agression de « Lukas Fehrwight » (Locke Lamora) par des bandits. Lorenzo Salvara, en voyant cette attaque, se précipite avec son garde du corps Conté pour libérer l'agressé tandis que les faux malandrins prennent la fuite. Dans un deuxième temps, par une « coïncidence heureuse », Salvara apprend que Lukas Fehrwight est un marchand venu d'Emberlain en raison des graves troubles politico-militaires qui menacent de ruiner la société commerciale qui l'emploie. Lukas Fehrwight a pour mission de prendre contact avec un ennemi de Salvara afin d'organiser le sauvetage de la fortune de la maison Bel Auster. Mais Salvara, comprenant qu'il peut évincer son ennemi personnel d'une formidable affaire, demande à Lukas Fehrwight de lui exposer le projet en question. Il s'agit, explique Lukas Fehrwight, de faire quitter du pays en guerre une immense cargaison d'alcools rarissimes à bord de deux galions. Si l'opération réussit, la maison Bel Auster aura sauvegardé l'essentiel de sa fortune, et pourra même l'accroître en jouant sur l'augmentation du prix des alcools en raison de leur rareté. Pour celui qui aura aidé à exfiltrer l'alcool, on propose le partage par moitié des bénéfices et une partie du capital dans la société une fois la paix revenue. Les époux Salvara tombent dans le piège de Locke Lamora et acceptent la proposition avec enthousiasme.
Dans un troisième temps, Locke Lamora se déguise en envoyé spécial du Duc, chargé de la police secrète (« l'Unité Minuit »). Il révèle alors à Don Salvara le projet d'escroqueries élaboré par la Ronce de Camorr et lui explique les tenants et aboutissants de l'arnaque. Néanmoins il ordonne au noble de verser l'intégralité de l'argent sollicité par les bandits, lui déclarant que ceux-ci seront arrêtés dans quelques jours et que l'argent lui sera restitué, outre l'estime du Duc. Salvara obéit à l'injonction de celui qui lui paraît être l'envoyé du Duc et remet peu après l'argent à « Lukas Fehrwight ». Le début de l'opération est donc un succès complet : l'argent commence à être soutiré, avec son consentement, à Salvara pour affréter de prétendus navires qui n'existent pas.

### Livre II:Complication(chapitres 4 à 8)
Pendant que Locke met en œuvre son plan pour s'emparer de la fortune des Salvara, un mystérieux criminel se faisant appeler le Roi Gris a tué le chef de bande Tesso, à qui le capa Barsavi accordait le plus sa confiance. Se sentant menacé et ayant peur pour sa vie, Barsavi se protège dans son navire amiral, la Tombe Flottante. Alors qu'il ne s'y attend pas, Locke, venu payer son tribut hebdomadaire au capa, apprend de la bouche de ce dernier son projet : Locke va épouser sa fille Nazca, qu'il connaît depuis l'enfance. Locke n'est pas amoureux de Nazca (ni elle de lui), mais comprend qu'un refus serait suicidaire. Il accepte donc.
Plus tard, rentré chez lui, Locke est mis brutalement en présence du Roi Gris et son allié, un Mage Esclave appelé « le Fauconnier » (appelé ainsi car il a la barre sur un oiseau Faucon-scorpion qui sert d'instrument de surveillance et instrument d'attaque). Le Roi Gris lui explique qu'il aura prochainement un rendez-vous avec le capa Barsavi et qu'il souhaite que Locke « se déguise en Roi Gris » et qu'il prenne sa place pendant l'entretien. Il rassure Locke en lui disant qu'il ne risquera rien face à Barsavi (Locke aura pris soin de se déguiser de manière que Barsavi ne le reconnaisse pas), mais le menace : s'il refuse de jouer ce rôle, il mourra dans d'atroces souffrances et ses amis seront exécutés. De plus, le Roi Gris lui explique que le Fauconnier sera présent lors de l’entretien et qu'il empêchera que du mal soit fait à Locke par les hommes de Barsavi. La mort dans l'âme, Locke accepte de se plier aux exigences du Roi Gris, tout en ayant conscience de sa trahison à l'égard de son futur beau-père.
Mais dès le lendemain, Locke apprend une terrible nouvelle : le Roi Gris vient d'assassiner Nazca, la fille de Barsavi. Le cadavre a été livré au capa dans un tonneau rempli d'urine de cheval, sans que l'on puisse savoir si elle a été noyée dans le tonneau ou si sa mort est antérieure. Le Roi Gris propose au capa un entretien en face-à-face, trois jours plus tard. Face à Locke, Barsavi explique la situation difficile et sa décision de se rendre au rendez-vous. Il ordonne à Locke de l'accompagner au rendez-vous, sachant qu'une troupe d'une centaine de voleurs viendront aussi pour s'emparer du Roi Gris et le tuer.
Compte tenu des menaces reçues, Locke décide de se soumettre au Roi Gris. Il acquiert un philtre spécial qui le rend violemment malade, et lorsque l'un des fils du capa vient le chercher pour aller à la rencontre, Locke est dans un état physique tel qu'il a une bonne excuse pour ne pas venir. Peu après, il absorbe un antidote et recouvre ses facultés physiques. Il transforme son apparence et sa voix pour ressembler au Roi Gris, et se rend au rendez-vous.
Au lieu fixé pour le rendez-vous, Barsavi est là avec ses hommes de main tandis que Locke, soigneusement déguisé en Roi Gris, est seul (même s'il suppose que le Fauconnier et son faucon-scorpion sont à proximité). L'entretien est rapide : Barsavi envoie un homme de main pour toucher Locke, et tout le monde découvre que ce dernier ne dispose d'aucune protection ! Locke est très facilement fait prisonnier, garotté et battu par les hommes de Barsavi, et comprend que le Roi Gris l'a trahi. Barsavi ordonne l'exécution de Locke, qui est enfermé dans un tonneau d'urine de cheval et jeté à la mer. Lorsque la deuxième partie s'achève, la vraie identité de Locke n'a pas été connue de Barsavi et Locke est considéré comme mort par le capa et le Roi Gris.

### Livre III:Révélation(chapitres 9 à 11)
Sofia Salvara, qui a entendu dire que Dona Vorchenza, comtesse douairière d'Ambreverre, serait peut-être en mesure de contacter les services secrets du Duc, se rend chez elle. Elle révèle à la comtesse l'intégralité de l'arnaque rapportée par « l'envoyé du Duc » et son injonction de ne pas entraver l’enquête en cours et de payer sans sourciller les sommes demandées par Lukas Fehrwight. En effet, Sofia se demande si cet envoyé fait réellement partie de la police secrète du Duc ou s'il s'agit d'une poursuite de l'arnaque. Apprenant toute l'histoire, la comtesse d'Ambreverre en réfère au Duc : en effet, elle est « l'Araignée », chef occulte des services secrets du Duc, et pense avoir découvert dans le récit de Sofia Salvara une arnaque en cours réalisée par la Ronce de Camorr, jusqu'à présent insaisissable.
Prisonnier de son tonneau envoyé dans la mer, Locke n'est pas mort et est sauvé de justesse par Moucheron et Jean. Tous trois retournent à leur base secrète et découvrent horrifiés que les jumeaux Sanza ont été récemment égorgés. De plus, tous leurs biens ont été volés, y compris l'intégralité de leur fortune en monnaie (notamment les sommes volées aux Salvara). Alors que Jean est paralysé par un sortilège magique, un intrus apparaît. Il s'agit d'un homme de main du Roi Gris. Moucheron s'en prend à lui et le blesse ; l'homme riposte et tue Moucheron d'une flèche d'arbalète. Locke Lamora neutralise l'agresseur et libère Jean du maléfice. Constatant la mort de Moucheron, Locke et Jean réunissent les maigres affaires que les voleurs ont laissées et incendient la maison, afin que tout le monde les croit morts. Locke jure alors de se venger du Roi Gris, qui avait soigneusement programmé l'élimination totale des Salauds Gentilshommes.
Pendant ce temps là, Barsavi, pensant que le Roi Gris est mort, a décidé d'organiser une grande fête à laquelle il a convié tous les brigands de la ville. Sous le déguisement d'un pauvre voleur, Locke se rend à la Tombe Flottante, quartier général de Barsavi, pour enquêter et voir si le Roi Gris manigance quelque chose. Au cours d'un spectacle avec des requins, les deux gardes du corps de Barsavi, les féroces sœurs Berengia, tuent les deux fils de Barsavi et blessent grièvement le capa lui-même. Apparaît alors le Roi Gris qui, à la stupéfaction générale, exécute Barsavi. Le « coup d'État » a duré moins d'une minute. C'est alors que Locke comprend que le Roi Gris est le frère des sœurs Berengia, et que l'opération était soigneusement prévue de longue date. Locke comprend aussi que sa propre élimination avait été décidée par le Roi Gris pour que justement, Barsavi ait un prétexte pour organiser cette grande fête et que le Roi Gris puisse exécuter son rival dans les meilleures conditions possibles.
Dans les instants qui suivent, le Roi Gris explique à tous les bandits présents qu'il sera désormais leur nouveau capa (« capa Raza »), et qu'ils continueront à lui verser les taxes comme ils le faisaient jusqu'à présent à Barsavi. Tout continuera comme avant, à la satisfaction générale. Il impartit un délai de trois jours pour ceux qui, ne souhaitant pas se soumettre, voudraient quitter la ville. Locke quitte le grand galion alors que de nombreux chefs de bande prêtent serment au nouveau capa.
Le livre troisième se termine par l'arrivée, dans le port de Camorr, d'un navire (le Satisfaction) dont les marins subissent une maladie infectieuse. Le navire est immédiatement placé en quarantaine.

### Livre IV:L'improvisation de la dernière chance(chapitres 12 à 16)
Le Roi Gris / capa Raza se rend chez la comtesse Vorchenza. Il lui explique qu'il sait qu'elle est l'Araignée du Duc, et demande à être invité à la grande fête donnée chaque année par le Duc à la noblesse camorrienne. Il souhaiterait faire connaissance avec les nobles et jouir de son nouveau statut social. La comtesse refuse fermement, mais le Mage Esclave (le Fauconnier) qui accompagne capa Raza utilise ses pouvoirs maléfiques pour la forcer à accepter.
Locke a pour sa part été laissé pour mort. Il n'a plus aucune ressource et tous ses biens ont été volés ou détruits. Néanmoins il souhaite continuer l'escroquerie à l'égard des Salvara afin de revenir à meilleure fortune et pour que les efforts déjà réalisés n'aient pas servi à rien. Il compte aussi venger la mort de ses trois amis Gentilshommes, considérés comme des frères. Après plusieurs efforts, il parvient à voler des habits flamboyants et de grande valeur d'un riche financier camorrien, Merragio, à la suite d'une arnaque audacieuse. Contactant de nouveau les Salvara, ceux-ci l'invitent à la grande fête du Duc (on a appris dans la partie précédente qu'il s'agissait d'un piège de la comtesse Vorchenza pour s'emparer de Locke, la Ronce de Camorr, à cette occasion). Ne pouvant se dérober, Locke accepte l'invitation.
Quelques jours après, Locke se rend avec les Salvara à la grande fête du Duc, qui a lieu dans la forteresse ducale qui domine la ville. Au détour d'un couloir, il croise le capa Raza, qui le reconnaît immédiatement. Puis Locke est conduit devant la comtesse Vorchenza, qui tente de le tuer en lui plantant un stylet empoisonné dans la nuque. Locke réagit à la vitesse de la lumière en assommant la comtesse et en s'emparant de l'antidote (qu'elle conservait sur elle). Il parvient à s'échapper de la résidence-forteresse du Duc par un ascenseur extérieur et en prenant de grands risques personnels. Locke se rend au repaire pour dire à Jean que la situation est désespérée : le capa Raza sait que Locke est vivant, son identité de Ronce de Camorr est connue de la police secrète du Duc, l'arnaque des Salvara est impossible à continuer.
Pendant ce temps, durant les derniers jours, Jean a pris l'apparence d'un prêtre de la Dame Blanche (l'un des douze dieux de Camorr) et enquête sur l'activité nocturne des employés du Roi Gris / capa Raza. Le jour même où Locke se rend à la fête du Duc, Jean constate que le nouveau capa charge secrètement de nombreux sacs d'or sur le navire placé en quarantaine (le Satisfaction). Il découvre aussi que des orfèvres ont été assassinés dans un entrepôt par des gardes du capa. Avant que Jean ne puisse se retirer en toute discrétion, il est découvert par les sœurs Berengia. Un combat sans merci s'engage dont il sort vainqueur de justesse. Il réussit à les tuer, mais lui-même est sérieusement blessé.
Lorsque Locke retourne à leur repaire, il trouve Jean blessé des suites du combat, mais aussi privé de toute capacité physique par l’action du Mage Esclave. Le Fauconnier a été averti que Jean et Locke étaient vivants, et il doit, pour exercer sa magie, écrire sur un parchemin le nom de naissance de sa victime. Le Mage se met à écrire le prénom « Locke » sur un parchemin magique et à envoyer le sortilège en direction de Locke. Mais il n'avait pas prévu une chose très importante : le « vrai » prénom de naissance du héros n'est pas Locke ! Ce dernier réagit et combat le Mage Esclave. Il tue Vestris, le faucon-scorpion, ce qui affaiblit considérablement le Mage compte tenu du lien symbiotique qui le liait à l'oiseau. Locke maîtrise le Mage et lui tranche tous les doigts, non seulement pour l'empêcher de lancer des sortilèges, mais aussi en guise de torture afin que le Mage révèle tout ce qu'il sait, faute de quoi il lui tranchera aussi la langue, lui faisant perdre la totalité de ses pouvoirs. Terrorisé, le Fauconnier révèle tout ce qu'il sait. En réalité, le capa Raza s'appelle Luciano Anatolius et planifie sa revanche sur Barsavi et les nobles de Camorr depuis son enfance, lorsque ses parents et une partie de sa famille furent assassinés par Barsavi, aidé par les nobles et la paix Secrète. Dans le but de tuer tous les nobles de Camorr, réunis en un même lieu une fois par an, il a offert au Duc quatre magnifiques sculptures qui sont en réalité des bombes à retardement remplies d'une substance qui rendra faibles et sans volonté tous ceux qui auront inhalé la substance pathogène. Les victimes deviendront en quelque sorte des « zombies », ayant toutes les apparences de la mort psychique. Pendant ce forfait, une fois sa vengeance accomplie, le capa Raza quittera secrètement Camorr avec des richesses volées. Le Fauconnier explique aussi que le capa Raza avait voulu liquider les Salauds Gentilshommes dans l'unique but de s'emparer facilement de leur fortune et de pouvoir verser à lui, le Fauconnier, ses honoraires élevés.
Une fois les révélations du Mage Esclave faites, Locke ordonne à Jean, reniant en cela sa parole, de trancher la langue du Fauconnier. Comprenant le danger mortel que courent tous les nobles de la ville, Locke retourne immédiatement à la résidence-forteresse du Duc. Il est reconnu par Conté, l'homme de confiance des Salvara, qui s'empare de lui. Locke le convainc de le laisser parler quelques minutes à la comtesse. Après des atermoiements, Locke est finalement conduit devant l'Araignée. Celle-ci écoute les explications de Locke concernant les statues mortelles et le plan du capa Raza pour quitter la ville. Locke lui suggère aussi de détruire par le feu le Satisfaction, navire amiral du capa Raza, placé depuis quelques jours en quarantaine. Il est possible en effet que le capa s'en serve pour quitter la ville, ou alors d'infecter les habitants de Camorr si la maladie infectieuse est vraiment contenue dans le navire. Il révèle aussi le lieu où se situe le trésor du capa, constitué de ses vols (et notamment des sommes volées par les Salauds Gentilshommes). La comtesse fait vérifier l'une des statues et constate la réalité des révélations du voleur. Elle fait immerger les quatre statues mortelles dans une sorte de piscine-citerne située dans les toits de la forteresse. Elle ordonne aussi la destruction immédiate par le feu du Satisfaction. Comme « récompense », Locke demande à pouvoir tuer le capa de ses propres mains et à quitter la ville avec Jean sans être inquiété ni jugé. La comtesse Vorchenza accepte ses conditions.
Pendant que la comtesse fait détruire le Satisfaction, Locke se rend dans la galion La Tombe Flottante (ancien quartier général de capa Barsavi) et combat en face-à-face capa Raza. En ne voyant pas exploser ses statues depuis le port, et en voyant la destruction du Satisfaction, ce dernier a compris que son plan avait échoué. Bien que les compétences de Locke Lamora en combat d'escrime soient peu élevées, Locke parvient à faire bonne figure dans le combat à mort qui s'engage. Grâce à une ruse, il parvient de justesse à tuer capa Raza / Luciano Anatolius.
La quatrième partie se termine par la découverte d'un homme grièvement blessé qui est devenu fou : le Fauconnier. Concernant les recherches ordonnées par la comtesse pour trouver le trésor du capa Raza, celui-ci n'est pas retrouvé à l'endroit indiqué par Locke. La comtesse comprend alors que le voleur l'a trompée. En réalité, le trésor avait été transféré par le capa Raza dans les soutes du Satisfaction. En plaidant pour que ce navire soit coulé, et en sachant que nul ne pourrait récupérer des tonnes de pièces d'or par cent mètres de fond d'une mer infestée de requins, Locke avait voulu faire une « Offrande Mortuaire » exemplaire aux dieux de Camorr en mémoire de la mort de ses trois amis.

### Épilogue:Le faux-jour
Locke Lamora et Jean Tannen quittent la cité-État de Camorr. À la demande de son ami, devenu un quasi-frère, Locke lui chuchote à l'oreille son « vrai prénom ».

## Résumé de la trame secondaire

### Prologue:Le garçon qui volait trop
À l'âge de six ans, Locke Lamora est vendu comme orphelin à un chef de bande de voleurs, Le Faiseur de Voleurs. Mais Locke ne tarde pas à voler à tort et à travers, ainsi qu'à tenter une supercherie qui se traduit par l'incendie d'une taverne. Lassé par les « exploits » du gamin, le Faiseur de Voleurs revend Locke Lamora à un autre chef de bande de voleurs, faux aveugle, faux prêtre du sanctuaire du temple de Perelandro : le père Chains. Ce dernier fait la leçon à Locke et lui demande de travailler pour lui dans les limites tracées de la Paix Secrète (interdiction de voler les Nobles et les policiers [« les Vestes Jaunes »]).

### Interlude:Locke s'explique
Locke explique au père Chains son forfait et comment il a fait accuser Veslin et Gregor, les condamnant indirectement à mort.

### Interlude:Locke reste à dîner
Le père Chains explique à Locke ses erreurs et le contraint à accepter une Offrande Mortuaire de mille couronnes par tête, puis il le fait Salaud Gentilhomme et commence son apprentissage auprès de Calo et Galdo Sanza. Après un repas, on lui promet qu'il sera bientôt présenté au capa Barsavi.

### Interlude:La Dernière Erreur
En se rendant à La Dernière Erreur, une taverne mal famée, le père Chains enseigne à Locke l'organisation des Gens Bien qui œuvrent pour le capa Barsavi. Sur place, Locke fait la connaissance du capa et de sa fille Nazca. Il embrasse l'anneau du capa et passe l'épreuve de la dent de requin puis promet de servir Nazca si elle devait succéder à son père.

### Interlude:Le garçon qui pleurait après un cadavre
Chains demande à Locke, Calo et Galdo de récupérer un cadavre frais pour une Alchimiste noire. Ils s'acquittent de leur mission en faisant du profit.

### Interlude:Jean Tannen
Un an plus tard, arrivée de Jean Tannen dans le groupe : fils de commerçant, lettré et lourdaud, il s'insère petit à petit avec les Salauds Gentilshommes.

### Interlude:Mon chef-d’œuvre? Deux gniards
Jean commence un apprentissage de tueur dans la maison des Roses de Verre avec don Maranzalla.

### Interlude:Sur le fleuve
Chains part avec Locke en dehors de la ville pour qu'il apprenne la vie de fermier. On en apprend plus sur les soldats (« Vestes noires ») et les deux anciens compagnons d'arme de Chains.

### Interlude:La Guerre des Demi-Couronnes
Alors que Locke et Jean ont douze ans, leur bande se bagarre régulièrement contre le clan des Demi-Couronnes. Moins nombreux, les Salauds Gentilshommes l'emportent grâce à la ruse.

### Interlude:Le Maître de l’École des Roses
Jean termine son apprentissage.

### Interlude:L'histoire des vieux joueurs de balle-aux-mains
Description de l'importance de la balle-aux-mains pour les habitants de Camorr.

### Interlude:La Dame du Long Silence
Pour continuer son apprentissage, Jean Tannen entre au service de la Déesse de la Mort.

### Interlude:Ceux qui faisaient apparaître du fer-blanc
Présentation de Meraggio, le duc du Fer-Blanc de Camorr.

### Interlude:Les filles de Camorr
Comment les prostituées de Camorr se sont affranchies de la mainmise des proxénètes.

### Interlude:Le trône sous les cendres
Comment les Mages Esclaves ont conquis la ville de Therim Pel.

### Interlude:Une petite prophétie
Chains fait une prophétie à Locke, âgé de quatorze ans.

## Remarques
Le tome 2 de la série, Des horizons rouge sang, évoque assez peu les aventures du premier tome.
En revanche, le tome 3 de la série, La République des voleurs donne des informations détaillées sur le Fauconnier et les conditions dans lesquelles il avait été autorisé par les autorités politiques de Khartain à se rendre à Camorr. On y apprend notamment que le « contrat noir » envisagé avec Luciano Anatolius (alias Roi Gris, capa Raza) consistant à « agentiller » (lobotomiser psychiquement) plusieurs centaines de nobles camorriens avait été examiné longuement par les instances dirigeantes des Mages et qu'un vote avait autorisé le Fauconnier à accepter ce contrat. Il ne s'agissait donc pas, pour le Fauconnier, d'une action individuelle folle, mais d'un contrat mûrement réfléchi conclu entre Luciano Anatolius et les Mages de Khartain.
Le tome 3 revient aussi longuement sur l’enfance et l'adolescence de Locke Lamora lorsqu'il était chez Chains, les diverses épreuves que Chains lui a fait passer, et l'amour grandissant de Locke à l'égard de Sabetha, une jeune fille de deux ans son aînée. Locke aura aussi l'occasion de rencontrer Sabetha dans des circonstances étonnantes.

## Adaptation cinématographique
Peu de temps après la sortie du livre en 2006, Warner Bros. a acheté les droits pour une adaptation cinématographique. Les frères Kevin et Dan Hageman ont été choisis pour écrire le scénario et Michael De Luca et Julie Yorn produiront le film. À ce jour, aucune adaptation n'a connu un commencement d'exécution.